# Istra - Čački
Istra - Čački este o arie protejată (sit de importanță comunitară — SCI) din Croația întinsă pe o suprafață de 22,58 ha, integral pe uscat.

## Localizare
Centrul sitului Istra - Čački este situat la coordonatele 45°24′23″N 13°47′07″E / 45.406277°N 13.785145°E.

## Înființare
Situl Istra - Čački a fost declarat sit de importanță comunitară în iulie 2013 pentru a proteja 1 specie de plante.

## Biodiversitate
Situată în ecoregiunea mediteraneană, aria protejată nu include niciun habitat protejat.
La baza desemnării sitului se află o specie protejată de  plante: Himantoglossum adriaticum.